# Pregrádnaya
Pregrádnaya (del ruso: Прегра́дная) es una stanitsa, centro administrativo del raión de Urup de la república de Karacháyevo-Cherkesia del sur de Rusia. Está situada en la orilla a orillas del río Urup, 74 km al suroeste de Cherkesk, la capital de la república. Tenía 6.566 habitantes en 2002.
A 3 km al sur se encuentra el asentamiento de tipo urbano de Mednogorski.

## Historia
Fundada en 1860, la stanitsa formaba parte del Otdel de Batalpashinskaya del óblast de Kubán. Fue erigida como parte de la línea defensiva del Cáucaso. En 1915 contaba ya con más de cuatro mil habitantes.